# Красногоровка (город)
Красного́ровка (укр. Красного́рівка) — город в Марьинской городской общине Покровского района Донецкой области Украины. До укрупнения в 2020 году Покровского (ранее Красноармейского) района входил в его состав, будучи городом районного значения. Входит в Донецкую агломерацию. Расположен в центральной части области, на реке Лозовой (приток Волчьей, бассейн Самары). С сентября 2024 года город находится под оккупацией ВС РФ.

## История
Основан в середине XIX века. В 1895 году в Красногоровке был заложен огнеупорный завод. Статус города присвоен 27 октября 1938 года.
19 октября 1941 года город был оккупирован гитлеровскими войсками. 10 сентября 1943 года, в ходе Донбасской операции, город был освобождён войсками Южного фронта: 5-й ударной армии в составе: 31-го гв. ск (генерал-майор Утвенко, Александр Иванович) в составе: 40-й гв. сд (полковник Казак, Дмитрий Васильевич), 4-й гв. сд (полковник Никитин, Сергей Иванович), 34-й гв. сд (полковник Брайлян, Филипп Васильевич).
В 1989 году численность населения города составляла 18,9 тыс. человек, основой экономики являлся огнеупорный завод.
Летом 2014 года во время вооружённого конфликта на востоке Украины Красногоровка стала местом боёв между Вооружёнными силами Украины и формированиями самопровозглашённой Донецкой Народной Республики. 3 июня школа №3 попала под артиллерийский огонь сепаратистов. В августе 2014 года город вернулся под контроль Украины.
Обстрелы города продолжались и в последующие годы: так, в 2017 году обстрелом со стороны ДНР была разрушена школа №2, повреждены школа №5 и закрытая больница.
В 2022 году, после начала вторжения России на Украину, начались обстрелы города. В феврале 2024 года российские войска начали активное наступление на Красногоровку. К июню 2024 года город по большей части был разрушен. В июле 2024 года основная часть города была захвачена ВС РФ. Геолоцированные кадры от 10 сентября 2024 года, проанализированные Институтом изучения войны, свидетельствуют о контроле над городом Вооружённых сил РФ.

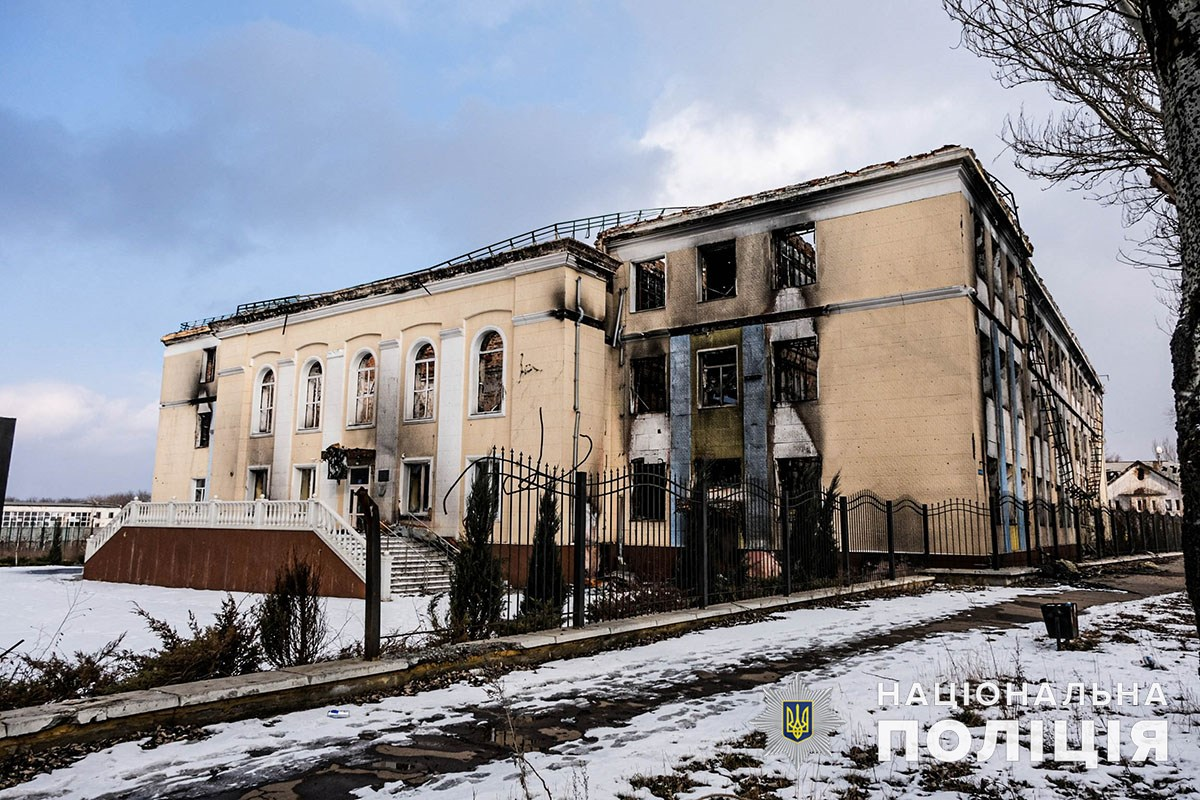
Школа №2, отстроенная после обстрела 2017 года и сгоревшая от нового удара в 2023 году

.

## Население
| Год  | Количество жителей |
| ---- | ------------------ |
| 1895 | 328                |
| 1908 | 710                |
| 1933 | 11620              |
| 1937 | 13600              |
| 1939 | 13562              |
| 1956 | 17600              |
| 1959 | 17553              |
| 1964 | 19000              |
| 1970 | 19143              |
| 1979 | 18123              |
| 1989 | 18892              |
| 1992 | 19300              |
| 1994 | 20000              |
| 1998 | 17300              |
| 2001 | 16714              |
| 2003 | 16450              |
| 2004 | 16313              |
| 2005 | 16263              |
| 2006 | 16130              |
| 2007 | 16064              |
| 2008 | 16017              |
| 2009 | 16055              |
| 2010 | 16056              |
| 2011 | 16003              |
| 2012 | 15960              |
| 2013 | 15937              |
| 2014 | 15912              |
| 2015 | 15822              |
| 2016 | 15683              |
| 2017 | 15643              |
| 2018 | 15408              |
| 2019 | 15254              |
| 2020 | 15055              |
| 2021 | 14917              |

### Языковой состав
По данным переписи 2001 года 25,55 % населения города указали украинский язык родным, 74,02 % — русский, 0,43 % — другие языки.

## Экономика
Завод огнеупоров (ПАО «Красногоровский огнеупорный завод»). Авторемонтный завод, геологоразведочная экспедиция, хлебоприёмный пункт, сельскохозяйственные предприятия. В промышленности работает более 50 % общего числа занятых в народном хозяйстве.

## Транспорт
В городе имеется железнодорожная станция.

## Достопримечательности
- Дворец культуры
- ОП Донецкий техникум Луганского национального университета
- Марьинская Центральная районная больница
- Вечный огонь

Памятник Ленину (демонтирован в 2015 г.)
Памятная табличка «Пионерам 2022 года» 1972 года
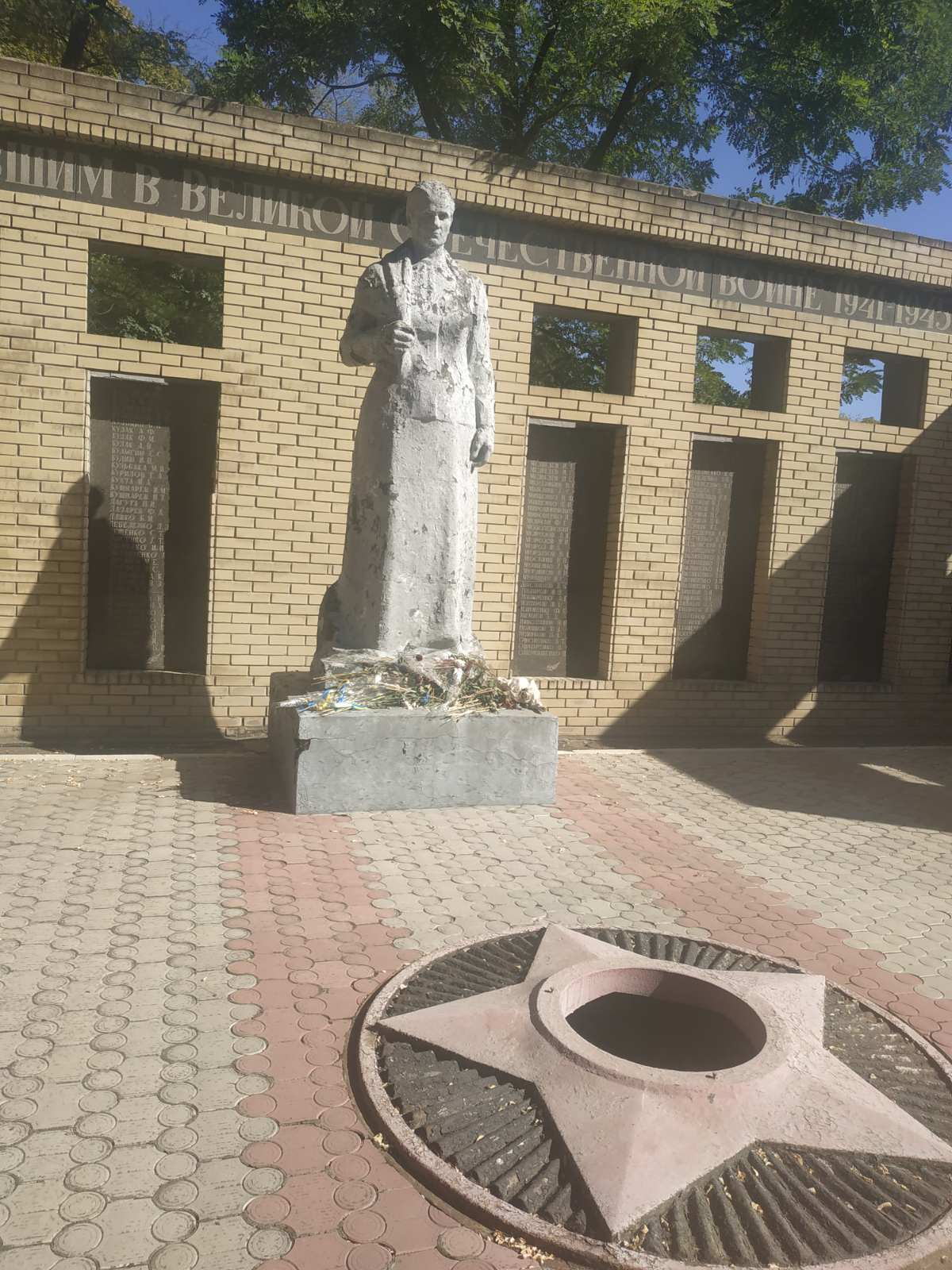
Братская могила советских солдат

## Микрорайоны и части города
- Микрорайон «Солнечный»
- Улица Восточная
- Улица Центральная (бывш. — Советская)
- Улица Ватутина
- Улица Александра Довженко (бывш. — Кирова)
- Улица Ярослава Мудрого (бывш. — Фрунзе)
- Улица Каменского (бывш. — Ленина)
- Улица Покровская (бывш. — Горького)
- Улица Нахимова
- Улица Островского

## Социальная сфера
4 детских дошкольных учреждения, 5 общеобразовательных школ, музыкальная школа, Донецкий государственный аграрный техникум, профессиональное училище № 49, районная больница, Дом культуры, 2 библиотеки.